# Подневна пауза
„Подневна пауза” је југословенски ТВ филм из 1967. године. Режирао га је Берислав Макаровић а сценарио је написан по делу Џона Мортимера.

## Улоге
| Глумац            | Улога |
| ----------------- | ----- |
| Звонимир Ференчић |       |
| Ана Карић         |       |